# ポピュラス
『ポピュラス』 (Populous) は1989年にイギリスのブルフロッグが開発、エレクトロニック・アーツが発売したコンピューターゲームソフトである。デザイナーはピーター・モリニュー。初期はパソコン（Amiga、Atari ST、IBM PC）用ゲームソフトとして発売されたが、後に広範囲の国内パソコン、コンシューマーゲーム機に移植された。ミニスケープゲーム及びゴッドゲームの代表作である。
主な作品は以下の通り。
- ポピュラス（Populous）、1989年
- ポピュラスII（Populous II: Trials of the Olympian Gods）、1991年
- ポピュラス ザ・ビギニング（Populous: The Beginning）、1998年
- ポピュラスDS（Populous DS）、2008年

## 概要
プレイヤーは神となって様々な力を使い、自らを崇拝する民族を繁栄させ、敵対する神を崇拝する民族を滅亡させることを目標とする。
ただしプレイヤーはそれらの民族を直接操作することはできない。基本的には地形を平坦にし、自分の民族が居住する土地を確保しつつ、敵の民族の繁栄を各種天災で妨害するなどの間接的な行動に限られる。どちら側の民族も常にリアルタイムで行動し、相手の民族と衝突した際には戦闘になり、繁栄の度合いによって結果が変わる。
自分の民族が繁栄すると神の力である「マナ」が貯まり、より強力な奇跡を起こせるようになる。奇跡には、地震、沼、騎士、火山、洪水、そしてハルマゲドンがある。特に、「騎士」はリーダーを強力な戦闘用ユニットに変え、建築ができなくなる代わりに死ぬまでひたすら敵を倒し続けるという特殊なものである。
また、最終手段である「ハルマゲドン」は、使用すると両陣営の民族がそれぞれ画面中央部の一箇所に集合し、一人の騎士となって勝敗がつくまで戦うことになる。多くの場合これで決着をつけることになるが、ステージによっては使用できない場合もある。
その後発売された拡張「プロミストランド」では、通常版の平原、雪原、砂漠、溶岩地帯に加え、AMIGA版ではフランス革命編、西部劇編、ブロックワールド編（レゴブロック風の世界）、シリーランド編（異形の宇宙人たちの世界）、ステーショナリーワールド編（コンピュータの世界）の5つの世界が追加されている。イマジニアが移植した日本版ではさらに江戸時代編が追加されている。
また、日本国内においては家庭用ゲーム機への移植版も発売されている。
スーパーファミコン版
1990年12月16日にイマジニアから発売された。追加シナリオとして三匹のこぶた編・ケーキランド編が収録されている。
PCエンジン版
1991年にハドソンから発売された。対応メディアはHuカード。
メガドライブ版
1991年8月9日発売。ブルフロッグが開発し、セガから発売された。
2022年にはPnP機・メガドライブミニ2に収録された。
メガドライブミニ2のソフト開発責任者を務めたセガの奥成洋輔は、メガドライブ版について、快適な操作環境や斬新さを評価しつつも、少し触っただけではどうすべきかわからなかった点や、パスワード管理が複雑である点を指摘している。

## 開発
本作の開発者であるピーター・モリニューは、『Virus』のAmiga移植版をヒントに、立体的なマップの中でキャラクターが動くプログラムを作った。ところが、キャラクターの経路探索AIがうまく動作せず、キャラクターが自ら水中に飛び込んでしまっていた。
地形を変更したところでこの問題の根本的な解決には至らなかったものの、地形操作による妨害戦略という本作の重要な要素へと発展した。
また、AIが平地に家を適当に建てて、その土地が広がると家も豪華になるという仕組みに、大きな家では人口増加のレートが増えるというルールが加えられた。
こうして独特なゲームになったポピュラスはゲームパブリッシャーであるエレクトロニック・アーツの目に留まり、モリニューと契約を結ぶことになった。
ところが、ヘビースモーカーだったモリニューは長時間の交渉に耐えられず、ロイヤリティが10%で、発売の9か月後に支払われるという不利な契約を結んでしまい、支払いまでの間に蓄えが尽きた彼はクレジットカードで家賃を支払う羽目になった。
しかも、納品した最終版にエンディングを入れ忘れたため、最終面の悪魔のグラフィックは急遽入れられたものだという。しかし発売の9か月後、多額のロイヤリティ収入によってモリニューは億万長者となった。

## 反響
本作は大ヒット商品となり、複数のゲーム機に移植された。
また、日本では全国大会が開かれるほどの盛況ぶりを見せた。
日本においては土地造成向けの「土地の隆起」を、相手の土地を不整地化して、人口増殖を邪魔するために使用することが多かった。テクニカルジャーナリストの西川善司がピーター・モリニューとの親善試合の際にも使用したため、彼を操作不能にまで追い詰めてしまっており、後に行った彼とのインタビューで「お前は『ポピュラス』の遊び方を完全に間違っていた」とモリニューに言わしめたほどであった。

## 続編

### ポピュラスII
1991年発売。今作ではギリシア神話がモチーフとなっている。プレイヤーはゼウスと人間の女性の間に生まれた半神の青年となり、16人の神と対決する。基本的な操作は前作と変わらないが、奇跡が人・植物・地・気・火・水の6つのカテゴリに分類され、ステージが進むにつれて各カテゴリの奇跡の能力を強化していくことができるようになった。ただし、ステージにより使用可能な奇跡は予め決定されており、特定の属性にあまりに特化してしまうと、不利を強いられることがある。
今作では「騎士」の呼称が「ヒーロー」に変更されている。ヒーローは前述の6つのカテゴリごとに用意されており、戦闘に勝利していくごとに倍々に分裂していくアドニス（植物）や、戦闘は行わないが接触した敵ユニットを魅了し、衰弱死するまで荒野を連れ回すトロイのヘレン（水）など、個性的な能力を持っている。また、ハルマゲドンは敵味方全員が一斉にヒーローとなり、どちらかが全滅するまで各々が敵側のヒーローと戦い続ける方式に変更された。
PC-9801、X68000、FM TOWNSなどのパソコンのほか、スーパーファミコンやメガドライブにも移植されている。
FM TOWNS版ではBGMがCD-DAとなり、楽曲自体も全く異なるほか、高性能な描画機能を生かした美麗なオープニングデモが追加されている。スーパーファミコン版では、コンシューマ向けにステージ間のデモの演出やグラフィックが変わった上に、少々のルール変更がなされ、また、BGMが実装されていない。いずれもステージ内では他機種との大きな差違は見つけられない。

### ポピュラスDS
2008年2月21日発売。元気が開発し、エレクトロニック・アーツ社ジャパンがプロデュース、販売。初代とIIがベースになっており、ニンテンドーDSに合わせた操作方法の他、属性毎に奇跡だけでなく信者の能力も異なる等、随所に変更点が見られる。また、今作は神同士の戦いではなく、神と悪魔の戦いという設定に変更された。ワイヤレス通信を用いた最大4人までの同時対戦も可能である。